# Luca Berg
Luca Berg (* 3. Februar 1993 in Bergisch Gladbach) ist eine ehemalige deutsche Snowboarderin. Sie startete in der Disziplin Snowboardcross.

## Werdegang
Auch ihr zwei Jahre älterer Bruder Paul (* 1991) ist als Snowboarder aktiv.
Berg, die für den SC Konstanz startete, absolvierte im Januar 2009 im Montafon in St. Gallenkirch ihre ersten Rennen im Europacup und belegte dabei die Plätze 40 und 19. Beim Europäischen Olympischen Winter-Jugendfestival 2009 in Szczyrk errang sie den 25. Platz im Parallel-Riesenslalom und den achten Platz im Snowboardcross. Bei den Juniorenweltmeisterschaften 2010 in Cardrona fuhr sie auf den 13. Platz und bei den Juniorenweltmeisterschaften 2011 in Chiesa in Valmalenco auf den 14. Platz. 
Ihr Debüt im Weltcup hatte sie im März 2011 in Chiesa in Valmalenco, das sie auf dem 20. Platz beendete. In der Saison 2011/12 erreichte sie mit sieben Top-Zehn-Platzierungen, darunter zwei dritte Plätze, den achten Platz in der Snowboardcrosswertung im Europacup. Bei den Juniorenweltmeisterschaften 2012 in der Sierra Nevada kam sie auf den 13. Platz. In der Saison 2013/14 kam sie im Europacup zweimal auf den zweiten und einmal auf den dritten Platz und belegte damit den neunten Platz in der Snowboardcrosswertung im Europacup. Im Dezember 2013 erreichte sie in Lake Louise mit dem achten Platz ihre erste und einzige Top-Zehn-Platzierung im Weltcup und schaffte damit die nationale Qualifikation für die Olympischen Winterspiele 2014 in Sotschi. 
Aufgrund fehlender Punkte für einen internationalen Quotenplatz verpasste sie eine Teilnahme in Sotschi.
Mit Ende der Saison 2014/15 beendete sie nach mehreren Verletzungen ihre Karriere.

## Weltcup-Gesamtplatzierungen
| Saison  | Platz | Punkte |
| ------- | ----- | ------ |
| 2010/11 | 40.   | 110    |
| 2011/12 | 29.   | 290    |
| 2012/13 | 26.   | 460    |
| 2013/14 | 25.   | 580    |